# Salto mortal (álbum)
Salto mortal es el primer álbum de estudio del grupo español Fangoria, publicado el 14 de enero de 1991 por el sello discográfico Hispavox. La primera aparición pública del grupo, casi de manera inesperada, se produjo el 31 de octubre de 1989 durante la fiesta Halloween II, tras la reciente disolución de Alaska y Dinarama.
Tres sencillos fueron lanzados del álbum. El primero, «En mi prisión» no recibió una amplia difusión en las emisoras de radio, debido, en gran medida, a la falta de interés por parte de la discográfica. El segundo sencillo, «Hagamos algo superficial y vulgar», alcanzó una mayor popularidad por su comercialidad y a la vez por su frescura en el sonido neo-hippie que se encontraba en apogeo. El último sencillo publicado, «Punto y final», fue lanzado a nivel promocional, debido a que la discográfica había rescindido el contrato. 

## Antecedentes
En marzo de 1989, el grupo Alaska y Dinarama publicó su cuarto y último álbum de estudio, Fan fatal. Para la creación de este disco, el grupo experimentó con nuevos sonidos, incorporando influencias del acid house, un género que ya habían explorado parcialmente en el álbum recopilatorio Diez de 1987, especialmente en canciones como «Bailando» y sus respectivas remezclas. A pesar de las expectativas generadas, Fan fatal marcó un giro estilístico hacia una propuesta más electrónica y bailable, lo que provocó serias discrepancias dentro del grupo. Las diferencias creativas entre Alaska y Nacho Canut, por un lado, y Carlos Berlanga, por otro, sobre la dirección musical del álbum, llevaron a un profundo desacuerdo que marcó el inicio de la disolución del grupo.
En septiembre de 1989, Dinarama lanzó el sencillo «Descongélate». A pesar de la continua promoción y la edición del álbum, el grupo ya se encontraba en sus últimas etapas, y los tensiones internas entre sus miembros comenzaban a manifestarse de manera evidente. Durante una de las presentaciones de la gira Disco Inferno, un incidente en los camerinos de uno de los conciertos derivó en una fuerte discusión entre Carlos Berlanga y Nacho Canut. La discusión, originada por una desafinación de Berlanga, lo que resultó en la salida de este del escenario en medio del espectáculo. Este episodio marcó un punto de quiebre en la relación entre los miembros del grupo. Tras el incidente, Alaska y Nacho continuaron con el grupo, y lanzaron en octubre de 1989 como último sencillo la canción «La mosca muerta». A finales de ese mismo mes, el dúo ofreció su primer concierto bajo el nombre de Fangoria durante la fiesta de Halloween II, consolidando su transición hacia una nueva etapa musical. Por su parte, Carlos Berlanga inició su carrera en solitario, una etapa que continuó hasta su fallecimiento en 2002.

## Grabación
Salto mortal se graba entre lo que sería el nuevo estudio de Fangoria, Vulcano, los estudios Dublewtronics y los estudios Kirios en Madrid. Estos cambios no son del agrado de Hispavox, lo cual se traduce en la promoción del álbum. 

## Lanzamiento y promoción
Salto mortal se publicó oficialmente el 14 de enero de 1991, aunque su primer sencillo, «En mi prisión», comenzó a sonar en las radios en octubre de 1990. El sencillo incluía dos remezclas y dos caras B inéditas: «Perdiendo el tiempo» y la versión extendida de «La vida sigue». El videoclip de «En mi prisión» fue especialmente llamativo, ya que mostraba a Alaska siendo despojada de las tripas, en un claro guiño al cine gore, género que inspiró el nombre de la banda, Fangoria, tomada de una famosa revista especializada en dicho estilo cinematográfico. El videoclip fue vetado en varios programas musicales debido a su contenido explícito y algo escabroso, lo que, sumado a la falta de apoyo de la discográfica, resultó en una escasa difusión del sencillo en las emisoras de radio. Este bajo interés por parte de la casa discográfica contribuyó a que la canción no tuviera el impacto esperado, a pesar de la notoriedad del video.
El segundo sencillo, «Hagamos algo superficial y vulgar», salió en febrero de 1991, con «Dios y diez demonios» como cara B. Simultáneamente con el lanzamiento del álbum, el sencillo alcanzó una mayor popularidad gracias a su comercialidad y, al mismo tiempo, a su frescura sonora, que encajaba perfectamente con las tendencias internacionales de la época. El tema conectó con la moda neo-hippie que se encontraba en apogeo en ese momento, con grupos como Deee-Lite o B-52's.
A partir de este álbum, se extrajo un tercer sencillo titulado «Punto y final», que fue lanzado solo a nivel promocional. Se habían preparado remezclas y una cara B inédita, pero al finalizar su contrato con Hispavox, la discográfica decidió no publicar el maxisencillo. A pesar de esto, el videoclip de «Punto y final» fue lanzado y se hizo público. 

## Lista de canciones
| N.º | Título                                   | Escritor(es)                                        | Productor(es)  | Duración |  |
| 1.  | «Salto mortal»                           | Olvido Gara Ignacio Canut Luis Miguélez Pablo Sycet | Daniel Melingo | 3:57     |  |
| 2.  | «En mi prisión»                          | Gara Canut Miguélez Sycet                           | Danny Hyde     | 3:45     |  |
| 3.  | «Soy tu dueña»                           | Gara Canut Big Toxic                                | Hyde           | 3:52     |  |
| 4.  | «Contra viento y marea»                  | Gara Canut Bazooka Nut Sycet                        | Melingo        | 4:37     |  |
| 5.  | «Entre dos mundos»                       | Gara Canut Nut                                      | Robert Gordon  | 4:01     |  |
| 6.  | «En noches como ésta»                    | Gara Canut Nut Sycet                                | Hyde           | 4:06     |  |
| 7.  | «Hagamos algo superficial y vulgar»      | Gara Canut Nut                                      | Melingo        | 4:16     |  |
| 8.  | «En el cielo»                            | Gara Canut José Battaglio                           | Hyde           | 4:12     |  |
| 9.  | «Me comeré tu piel, me beberé tu sangre» | Gara Canut Nut                                      | Hyde           | 4:22     |  |
| 10. | «Nunca tiro a dar»                       | Gara Canut Nut                                      | Gordon         | 3:32     |  |
| 11. | «La razón de vivir»                      | Gara Canut Nut Sycet                                | Melingo        | 5:21     |  |
| 12. | «Punto y final»                          | Gara Canut Nut Sycet                                |                | 4:10     |  |
| 13. | «Extraña forma de vivir»                 | Gara Canut Ana Díaz Miguélez                        | Hyde           | 3:27     |  |
| 14. | «Llorar»                                 | Gara Canut Sycet                                    | Big Toxic      | 4:55     |  |
| 15. | «Salto mortal (Ummo Mix)»                | Gara Canut Miguélez Sycet Nut                       | Melingo        | 5:46     |  |

Notas
- Las últimas 3 canciones fueron agregadas en la reedición en formato CD el mismo año.

## Historial de lanzamientos
| País   | Fecha | Formato(s)     | Discográfica(s) | Ref.  |
| ------ | ----- | -------------- | --------------- | ----- |
| España | 1991  | CD, LP, casete | Hispavox        | [ 2 ] |